# Diamante do Norte
Diamante do Norte est une municipalité brésilienne de la microrégion de Paranavaí dans l’État du Paraná.